# Alexis Saelemaekers
Alexis Saelemaekers (* 27. Juni 1999 in Berchem-Sainte-Agathe) ist ein belgischer Fußballspieler. Der Flügelspieler spielt aktuell für die AC Mailand und ist seit 2020 belgischer Nationalspieler.

## Karriere

### Vereine

#### Beginn der Karriere in Belgien
Saelemaekers wurde in Berchem-Sainte-Agathe/Sint-Agatha-Berchem in der Region Brüssel-Hauptstadt geboren und begann seine Karriere bei Verbroedering Beersel-Drogenbos aus dem rund 15 Kilometer entfernten Beersel in der Provinz Flämisch-Brabant. 2011 wechselte er in die Fußballschule des RSC Anderlecht. Im Oktober 2017 erhielt der Jungspieler seinen ersten Profivertrag beim belgischen Hauptstadtklub. Am 16. Februar 2018 gab Saelemaekers im Auswärtsspiel gegen den VV St. Truiden sein Ligadebüt.

#### Wechsel nach Italien

##### AC Mailand
Ende Januar 2020 wurde er für den Rest der Saison mit anschließender Kaufoption an die AC Mailand ausgeliehen. Bereits 2 Tage nach seinem Transfer debütierte er im Ligaspiel gegen Hellas Verona, bei welchem er in der 77. Spielminute für Davide Calabria eingewechselt wurde. Sein erstes Tor für die Mailänder erzielte er im Juli 2020 beim 5:1-Heimsieg gegen den FC Bologna. Saelemaekers absolvierte 15 Pflichtspiele für Milan in der Saison 2019/20, woraufhin die Kaufoption im Juli 2020 gezogen wurde. Für Mailand gehörte er fortan zu den wichtigen Spielern und bestritt in der Saison 2020/21 32 von 38 möglichen Ligaspielen. Auch in der folgenden Spielzeit gehörte Saelemaekers zu den Leistungsträgern, musste sich allerdings immer häufiger mit Neuzugang Junior Messias abwechseln. In diesem Jahr gewann er mit den Mailändern die italienische Meisterschaft und damit seinen ersten Titel als Profifußballer. In der Saison 2022/23 setzte sich der Trend der vorherigen Saison fort und Saelemaekers absolvierte 30 Ligaspiele für Milan, stand dabei allerdings nur noch 14-mal in der Startelf.

###### Leihe zum FC Bologna
Nachdem die AC Mailand im Sommer 2023 einige neue offensive Spieler verpflichtet hatte, wechselte er ligaintern per Leihe mit Kaufoption für die Saison 2023/24 zum FC Bologna. Erstmals für Bologna spielte er im September 2023 beim Heimspiel gegen die SSC Neapel, als er in der 65. Spielminute für Dan Ndoye eingewechselt wurde. Saelemaekers absolvierte in dieser Spielzeit insgesamt 32 Pflichtspiele und erzielte dabei 4 Tore. Bologna beendete die Saison auf dem 5. Tabellenplatz und qualifizierte sich damit erstmals in der Vereinsgeschichte für die UEFA Champions League. Trotz überzeugenden Leistungen wurde die Kaufoption von Bologna im Sommer 2024 nicht gezogen und Saelemaekers kehrte zwischenzeitlich nach Mailand zurück.

###### Leihe zur AS Rom
Ende August 2024 wechselte Saelemaekers leihweise für die restliche Spielzeit 2024/25 zur AS Rom. Im Gegenzug wechselte Tammy Abraham ebenfalls per Leihe für ein Jahr nach Mailand. Mit Ausnahme einer verletzungsbedingten Pause zwischen September und November 2024 spielte Saelemaekers regelmäßig für die Römer und gehörte dabei meist zur Startelf. Mit wettbewerbsübergreifend sieben Toren in 31 Spielen absolvierte er in Rom die torgefährlichste Saison seiner bisherigen Karriere.
Medienberichten zufolge waren die Römer an einer festen Verpflichtung des Belgiers interessiert. Massimiliano Allegri, der neue Trainer der Mailänder, verhinderte jedoch den Transfer, sodass Saelemaekers nach Ablauf der Leihe nach Mailand zurückkehrte.

### Nationalmannschaft
Zwischen 2015 und 2020 spielte Saelemaekers für die belgischen U16-, U19- und U21-Jugendnationalmannschaften.
Unter Nationaltrainer Roberto Martínez wurde Saelemaekers im Herbst 2020 erstmals in den Kader der A-Nationalmannschaft einberufen. Am 8. Oktober 2020 debütierte er dabei für die Auswahlmannschaft im Testspiel gegen die Elfenbeinküste. Danach dauerte es ein Jahr, bis er im Herbst 2021 wieder für die Nationalmannschaft auflief und in der WM-Qualifikation gegen Tschechien sein erstes Tor im belgischen Trikot erzielte. Im Anschluss verpasste er verletzungsbedingt die Weltmeisterschaft 2022 und gehörte nach unregelmäßigen Einsätzen auch nicht zum Kader für die Europameisterschaft 2024.

## Erfolge
- Italienischer Meister: 2021/22 (AC Mailand)